# Nagroda BSFA
Nagrody BSFA – literackie nagrody, przyznawane w geście uznania pozycjom z gatunku fantastyka naukowa przez British Science Fiction Association (Brytyjskie Stowarzyszenie Science Fiction). Nominowani i nagradzani ogłaszani są na podstawie głosowań przeprowadzonych wśród członków stowarzyszenia.

## Kategorie
- Nagroda BSFA dla najlepszej powieści (BSFA Award for Best Novel)
- Nagroda BSFA dla najlepszej krótkiej powieści fikcyjnej (BSFA Award for Best Short Fiction)
- Nagroda BSFA dla najlepszej powieści opartej na faktach (BSFA Award for Best Non-Fiction)
- Nagroda BSFA dla najlepszego dzieła sztuki (BSFA Award for Best Artwork)